# Młotek neurologiczny

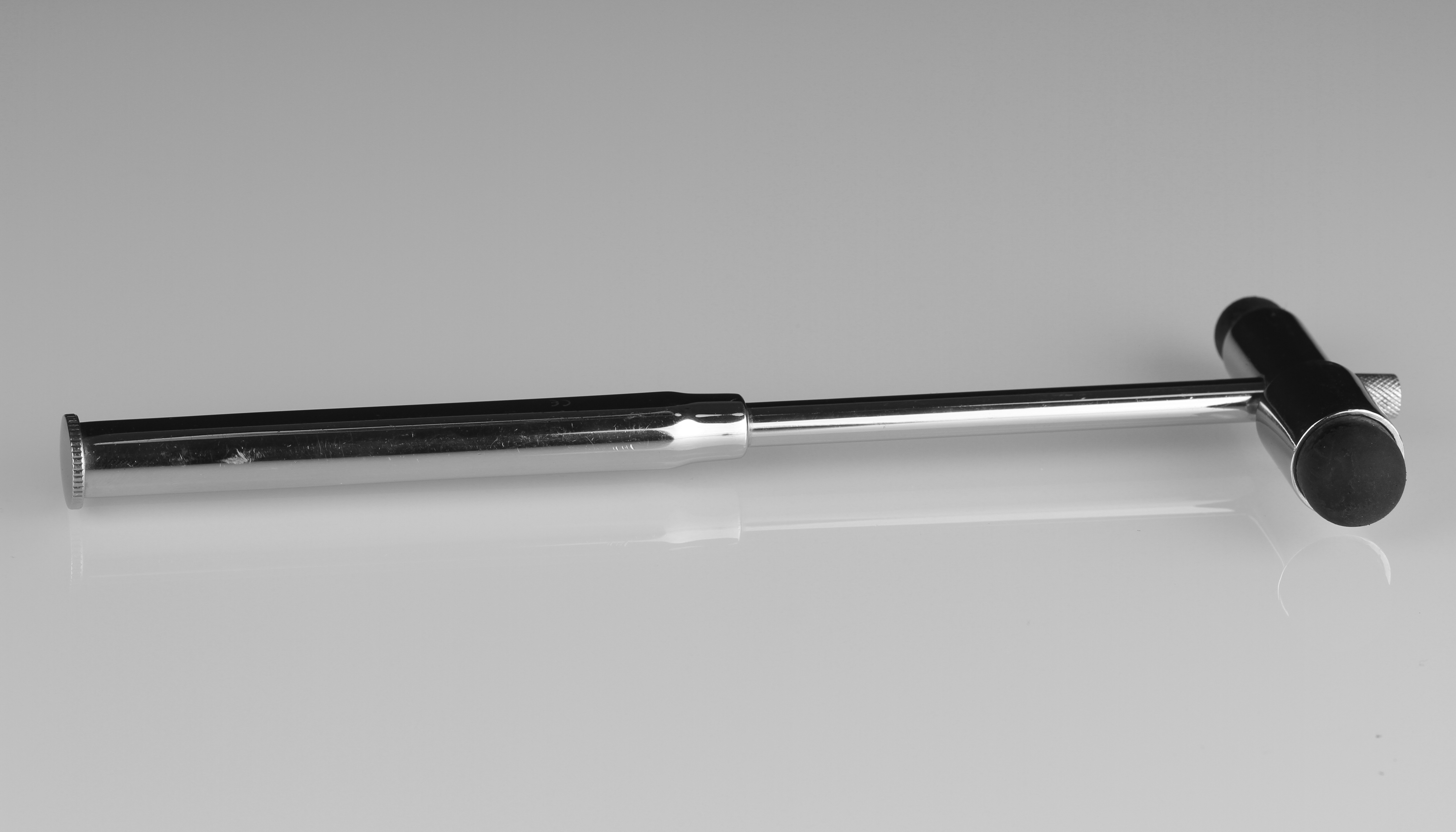
Młotek neurologiczny (Buck)

Młotek neurologiczny – instrument medyczny używany przez lekarzy do badania głębokich odruchów ścięgnistych. Badanie to jest ważną częścią badania neurologicznego mającego na celu wykrycie nieprawidłowości w ośrodkowym i obwodowym układzie nerwowym.
Młotki tego typu mogą być również wykorzystywane do opukiwania klatki piersiowej.
Zanim obmyślono specjalistyczne młotki neurologiczne, do wywoływania odruchów używano młotków stosowanych do opukiwania klatki piersiowej. Jednak przy pomocy tych młotków trudno było uzyskać odpowiedni bodziec dla wywołania odruchu.
Począwszy od końca XIX wieku powstało kilka modeli specjalnych młotków neurologicznych:
- młotek Taylora został zaprojektowany przez Johna Madison Taylora w 1888 roku i jest najbardziej popularnym modelem do dziś w USA. Składa się z trójkątnego kawałka gumy z metalową rączką[2].
- młotek Queen Square został zaprojektowany w National Hospital for Nervous Diseases w Queen Square w Londynie. Do pierwotnie wykonanej z bambusa lub trzciny rączki różnej długości, średnio 25 do 40 centymetrów, doczepiony jest 5 cm metalowy element zabezpieczony plastikiem. Młotek Queen Square jest obecnie wykonywany z tworzyw sztucznych form, a ostre zakończenie pozwala zbadać objaw Babińskiego. Jest popularny w Wielkiej Brytanii.
- młotek Babińskiego został zaprojektowany przez Józefa Babińskiego w 1912 roku i jest podobny do młotka Queen Square poza tym, że ma metalowy uchwyt, który często można zdjąć[3]. Młotek Babińskiego może być też składany. Został spopularyzowany w praktyce klinicznej w Ameryce przez neurologa Abrahama Rabinera, który otrzymał go na znak zgody od Babińskiego po tym, jak obaj poróżnili się w dyskusji podczas spotkania w Wiedniu[4].
- Inne rodzaje młotków to Trömnera, Déjerine'a, Bucka, Berlinera i Stookeya.